# クララの出家
『クララの出家』（クララのしゅっけ）は、有島武郎の短編小説。実在の人物聖クララと聖フランシスコを描いている。1917年9月1日に雑誌『太陽』に掲載された。

## あらすじ
クララは、出家する前日、棕櫚安息日の朝、奇妙な夢を見て目覚める。その夢の中でクララは様々な葛藤を強いられる。そして最後には天使ガブリエルの炎の剣に貫かれ、清められ目覚める。クララは幼き日から、自分の生活に不思議な違和感を持っていた。その違和感はクララをいらだたせ天上の世界を夢想させた。そんな日々の中で、クララは放蕩生活から回心したフランシスと出会う。フランシスの生活と教えに答えを見出したクララは、その教えに従い、出家する。